# Alliance abbassido-carolingienne

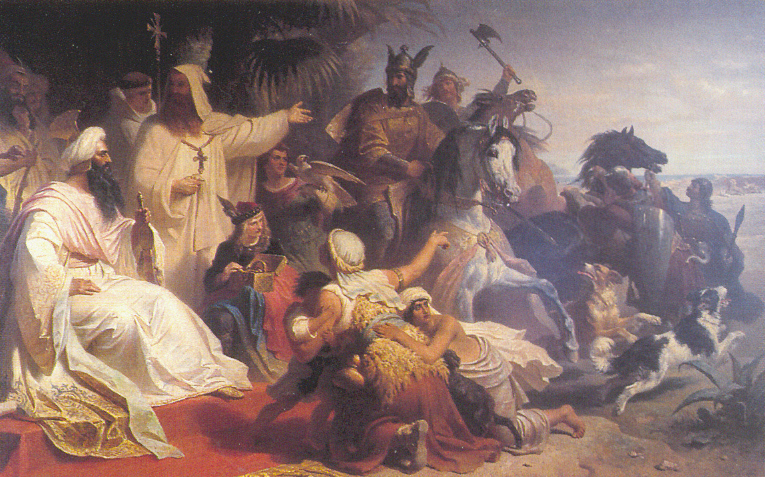
Hâroun ar-Rachîd recevant une délégation de Charlemagne à Bagdad, par Julius Köckert.

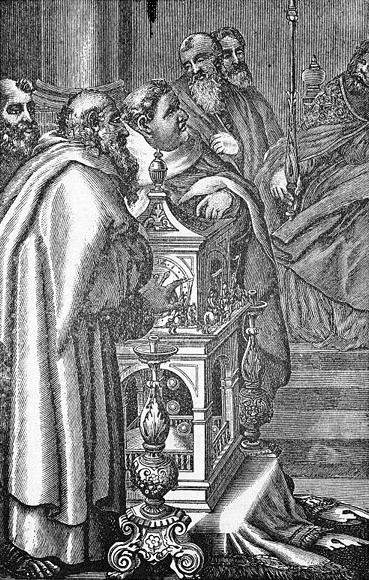
Horloge hydraulique offerte par Hâroun ar-Rachîd à Charlemagne en 807.

Une alliance abbassido-carolingienne a été tentée et partiellement formée au cours des VIIIe et IXe siècles au travers d'une série d'ambassades, de rapprochements et des opérations militaires conjointes entre l'empire franc carolingien et le califat abbasside ou les souverains musulmans pro-abbassides en al-Andalus,,. Ces contacts ont suivi le conflit intense entre les Carolingiens et les Omeyyades, marqué par la bataille de Poitiers en 732, et visaient à établir une contre-alliance avec les lointains Abbassides. Un peu plus tard, une autre alliance abbassido-carolingienne a été tentée dans un conflit contre l'empire byzantin.

## Contacts sous le règne de Pépin le Bref

### Ambassades

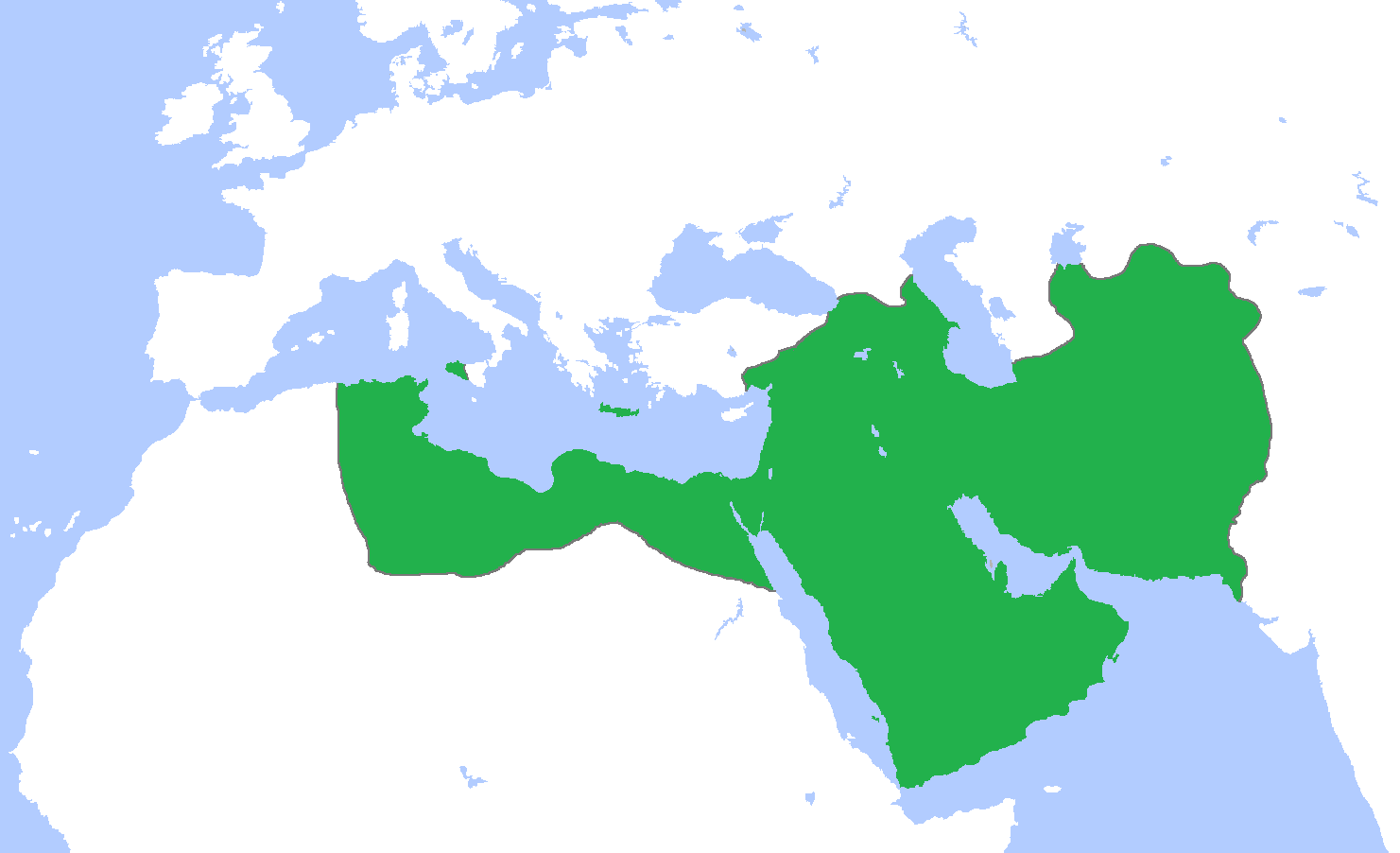
Califat abbasside (en vert) à son apogée, vers 850.

Les contacts ont commencé peu après l'établissement du califat abbasside et la chute concomitante du califat omeyyade en 751. Le souverain carolingien Pépin le Bref avait une position assez puissante en Europe pour qu'une alliance avec lui soit précieuse pour le calife abbasside de Bagdad, al-Mansur . Les anciens partisans du califat des Omeyyades étaient solidement établis dans le sud de l'Espagne sous Abd al-Rahman Ier et constituaient une menace stratégique à la fois pour les Carolingiens sur leur frontière sud, et pour les Abbassides à l'extrémité ouest de leur empire.

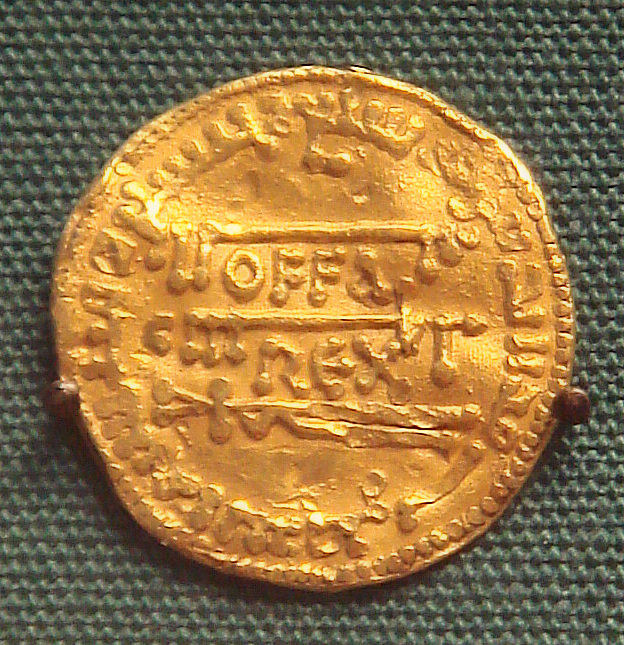
Un mancus ou dinar en or du roi anglais Offa de Mercie (757-796), une copie des dinars du califat abbasside (774). Il porte à la fois l'inscription en latin OFFA REX et une inscription en arabe. British Museum.

Des ambassades ont été échangées dans les deux sens, avec l'objectif apparent de coopérer contre les Omeyyades d'Espagne : une ambassade franque qui s'était rendue à Bagdad en 765, revint en Europe trois ans plus tard avec de nombreux cadeaux, et une ambassade abbasside d'Al-Mansour a visité la France en 768.

### Échanges commerciaux
Les échanges commerciaux ont eu lieu entre les royaumes carolingiens et abbassides, et des pièces arabes sont connues pour avoir été diffusées dans l'Europe carolingienne au cours de cette période. De l'or arabe aurait circulé en Europe au cours du IXe siècle, apparemment dans le cadre de paiements lors d'exportation d'esclaves, de bois, de fer et d'armes en provenance d'Europe vers l'Orient de l'Est .
Un exemple célèbre est celui du roi anglais Offa de Mercie (VIIIe siècle), connu pour avoir fait frapper des copies de dinars abbassides, frappés en 774 par le calife Al-Mansour avec la mention « Offa Rex » centrée sur le verso au milieu d'inscriptions en alphabet pseudo-koufique,.

## Alliance de Charlemagne

### Alliance militaire en Espagne (777-778)
En 777, les souverains favorables aux Abbassides établis au nord de l'Espagne entrèrent en contact avec les Carolingiens pour leur demander de l'aide contre le puissant califat omeyyade dans le sud de l'Espagne, toujours dirigé par Abd al-Rahman Ier. Les partisans espagnols des Abbassides trouvèrent plusieurs intérêts dans une alliance avec Pépin le Bref ; la dynastie de Cordoue constituait une menace militaire constante sur le sud-ouest de la France.
Sulayman al-Arabi, le gouverneur (wali) favorables aux Abbassides de Barcelone et de Gérone, envoya une délégation à Charlemagne à Paderborn, offrant sa soumission, ainsi que l'allégeance de Hussein de Saragosse et Abou Taur de Huesca en contrepartie d'une aide militaire. Ces trois dirigeants informèrent les Francs de la préparation d'une invasion de l'Espagne Omeyyade pour le compte du calife Muhammad al-Mahdi.

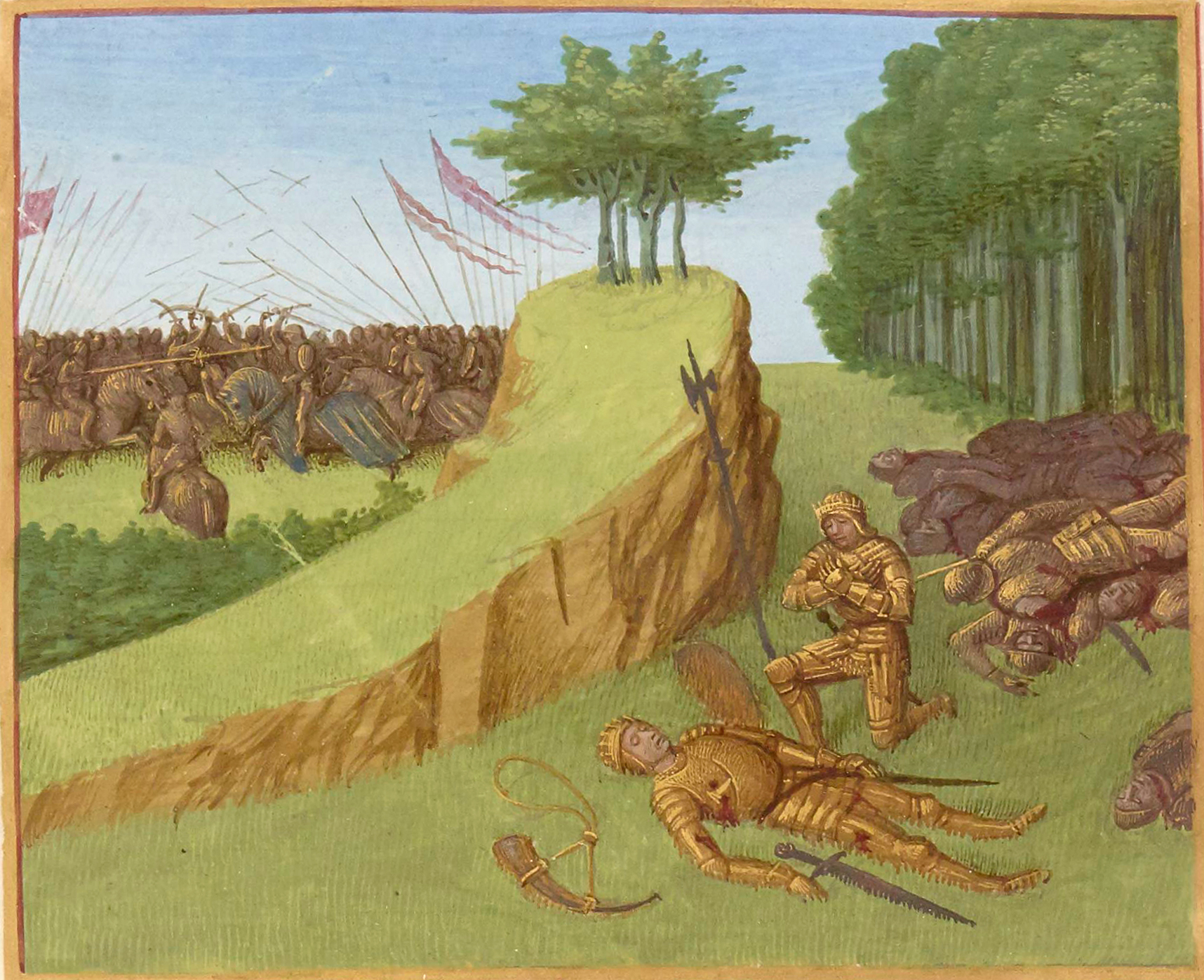
La bataille de Roncevaux mit fin à la campagne de Charlemagne (777-778) contre les Omeyyades en Espagne.

Lorsque cette alliance fut scellée à Paderborn, Charlemagne marcha à travers les Pyrénées en 778 « à la tête de toutes les forces qu'il put rassembler ». Ses troupes furent accueillies à Barcelone et à Gérone par Sulayman al-Arabi. Comme il se dirigeait vers Saragosse, ses troupes furent rejointes par des troupes menées par Sulayman. Hussein de Saragosse, cependant, refusa de livrer la ville, affirmant qu'il n'avait jamais promis à Charlemagne son allégeance. Pendant ce temps, la force envoyée par le califat de Bagdad semble avoir été stoppée près de Barcelone. Après un mois de siège à Saragosse, Charlemagne décida de retourner dans son royaume. Sur le retour, Charlemagne subit une attaque des Basques dans le centre de la Navarre. En représailles, il attaqua Pampelune, et la détruisit. Toutefois, pendant sa retraite, son arrière-garde fut prise en embuscade par les Basques à la bataille de Roncevaux le 15 août 778.  
Les Carolingiens restèrent cependant présents au sud des Pyrénées, et la ville de Gérone fut conquise en 785. Ils se concentrèrent alors à étendre leur domination sur Vich, Casserres et Cardona. 
Les musulmans réalisèrent leur dernière incursion en Gaule en 793, pendant laquelle ils saccagèrent la banlieue de Narbonne et défirent Guillaume de Gellone, comte de Toulouse, à proximité de Carcassonne.

### Contacts postérieurs
Après ces campagnes, il y eut encore de nombreuses ambassades entre Charlemagne et le calife abbasside Hâroun ar-Rachîd à partir de 797, apparemment en vue d'une alliance abbassido-carolingienne contre Byzance, ou en vue d'obtenir une alliance contre les Omeyyades d'Espagne.

#### Intérêt stratégique
En effet, le « conflit de Charlemagne avec l'émir omeyyade de Cordoue fait de lui un allié de l'émir abbasside de Bagdad, le célèbre Hâroun ar-Rachîd », et ils ont donc « formé un pacte contre un ennemi commun - à savoir les dirigeants musulmans de l'Espagne omeyyade ». 
Pour Charlemagne, l'alliance peut aussi avoir fonctionné comme un contrepoids à l'Empire byzantin, qui était opposé à son rôle en Italie et à sa prétention au titre d'empereur romain. Pour Hâroun ar-Rachîd, il y avait un avantage à avoir un allié.

#### Ambassades

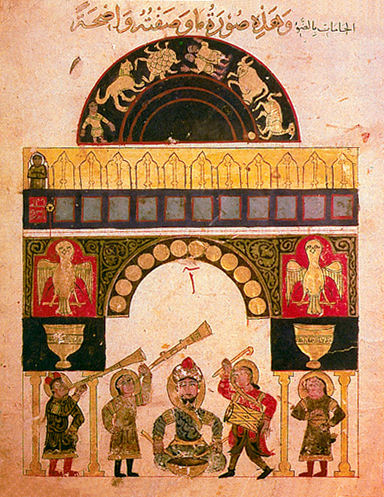
Horloge automatique d'Al-Djazari, avec des oiseaux lâchant des pierres chaque heure et des automates de musiciens, XIIe siècle.

Trois ambassades ont été envoyées par Charlemagne à la cour de Hâroun ar-Rachîd et ce dernier a envoyé au moins deux ambassades à Charlemagne.  Hâroun ar-Rachîd fit parvenir de nombreux présents à Charlemagne, comme des aromates, des tissus, une horloge et un éléphant nommé Abul-Abbas. L'horloge automatique est une horloge à eau en laiton, décrite dans les Annales royales franques de 807. Elle marquait les 12 heures avec des boules de cuivre tombant sur une plaque à chaque heure, et avait également douze cavaliers qui apparaissait à leur tour à chaque heure,. Un échiquier fut retiré de la liste des cadeaux quand il fut daté du XIe siècle.

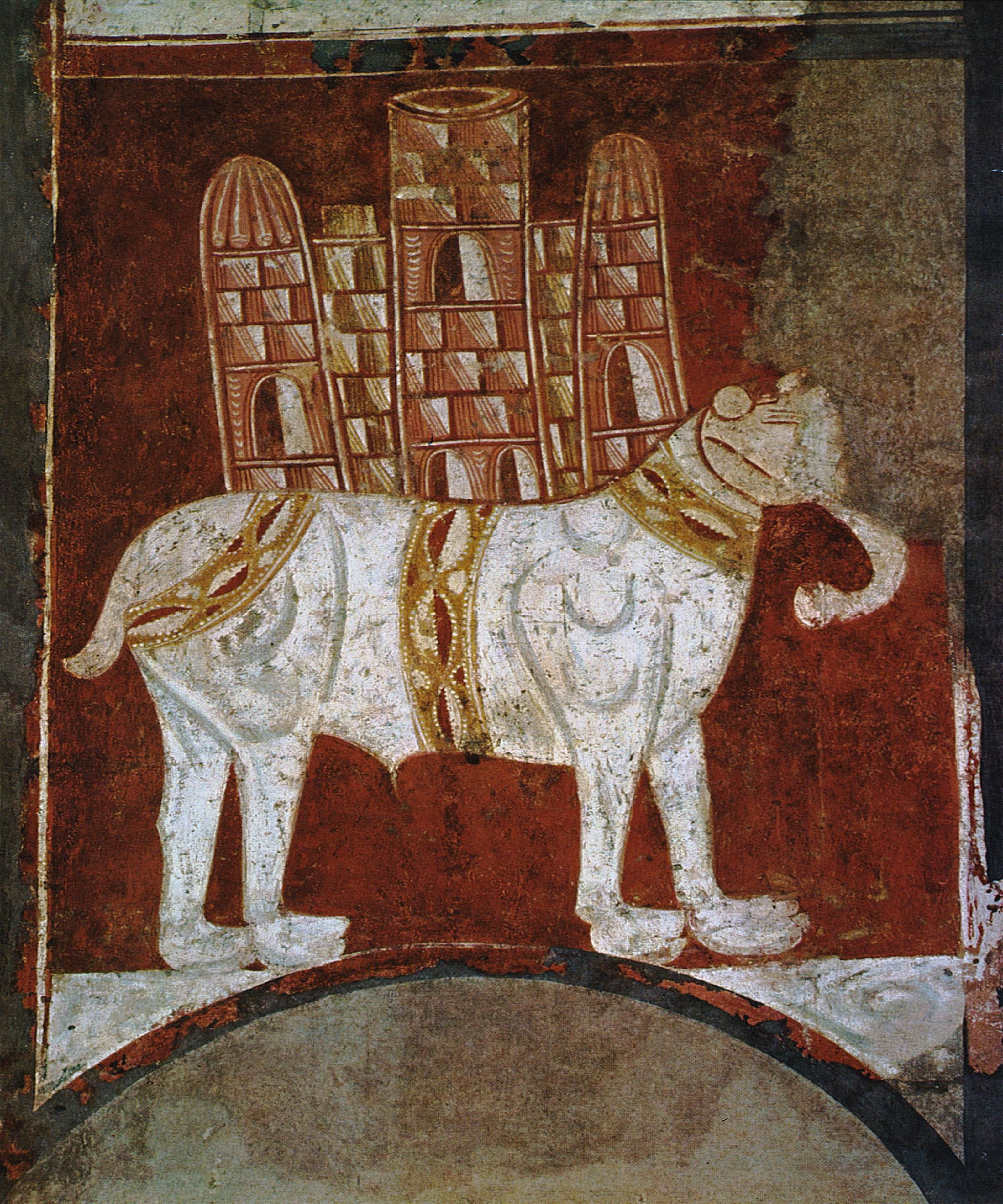
Un éléphant de guerre blanc du XIe siècle, Espagne.

L'ambassade de 797, la première de Charlemagne, était composée de trois hommes, le Juif Isaac (Isaac Judaeus, sans doute comme interprète), Lantfrid et Sigimud. Quatre ans plus tard, en 801, une ambassade abbasside arriva à Pise, composé d'un « Perse de l'Est et d'un émissaire » de l'émir Abraham, probablement le gouverneur de Hâroun ar-Rachîd en Afrique du Nord, Ibrahim ibn al-Aghlab. Ils rapportaient des nouvelles d'Isaac Judaeus ainsi que de nombreux cadeaux. Ils rencontrèrent Charlemagne qui était présent en Italie à cette époque.
En 799, Charlemagne envoya une autre mission au patriarche de Jérusalem.
Apparemment, poussé par les encouragements de l'Espagne, Louis le Pieux, roi d'Aquitaine, captura Barcelone en 801, mais ne réussit pas à étendre ses conquêtes à Tortosa, qui resta sous domination musulmane durant encore trois cents ans.
Une deuxième ambassade fut envoyée par Charlemagne en 802 et revint en 806.
En 807, Rodbertus, l'ambassadeur de Charlemagne, mourut alors qu'il revenait de Perse.  Hâroun ar-Rachîd aurait offert la garde des lieux saints à Jérusalem à Charlemagne. En 807, Abdallah, « envoyé par le roi de Perse », parvient jusqu'à Charlemagne à Aix-la-Chapelle en compagnie de deux moines de Jérusalem, George (un Allemand du nom de Egilbaldus, prieur du monastère du Mont des Oliviers) et Felix, les envoyés du patriarche Thomas. Ils ont également apporté de nombreux cadeaux, dont une horloge. 
La troisième et dernière ambassade fut envoyée par Charlemagne en 809, mais elle n'arriva qu'après le décès de Hâroun ar-Rachîd. L'ambassade revint en 813 avec des messages d'amitié, mais peu de résultats concrets.

#### Influences artistiques
À partir de l'époque carolingienne, diverses influences islamiques semblent apparaître dans l'architecture religieuse chrétienne, comme les dessins de carreaux multicolores qui peuvent avoir été inspirés par la polychromie islamique dans la Torhalle de l'abbaye de Lorsch.
Les arcs en forme de fer à cheval, ainsi que le plan centralisé, dans certaines églises carolingiennes comme Germigny-des-Prés, suggèrent une influence des conceptions architecturales mozarabes de l'Espagne musulmane. L'architecture du début de l'ère carolingienne combine généralement les styles romain, paléochrétien, byzantin, islamique et nord-européens.
Dans l'Empire byzantin de 726 à 843, l'islam et le judaïsme ont influencé le mouvement chrétien vers la destruction des images, un événement connu sous le nom d'iconoclasme. Selon Arnold Toynbee, c'est le prestige des succès militaires de l'Islam des VIIe et VIIIe siècles qui a poussé les chrétiens byzantins à adopter le précepte islamique de la destruction des images idolâtres. Charlemagne, lui-même, a tenté de suivre les préceptes iconoclastes de l'empereur romain d'Orient Léon III l'Isaurien (Leo Syrus sous la plume de Toynbee), mais le mouvement fut arrêté par le Concile de Nicée II.

## Conséquences

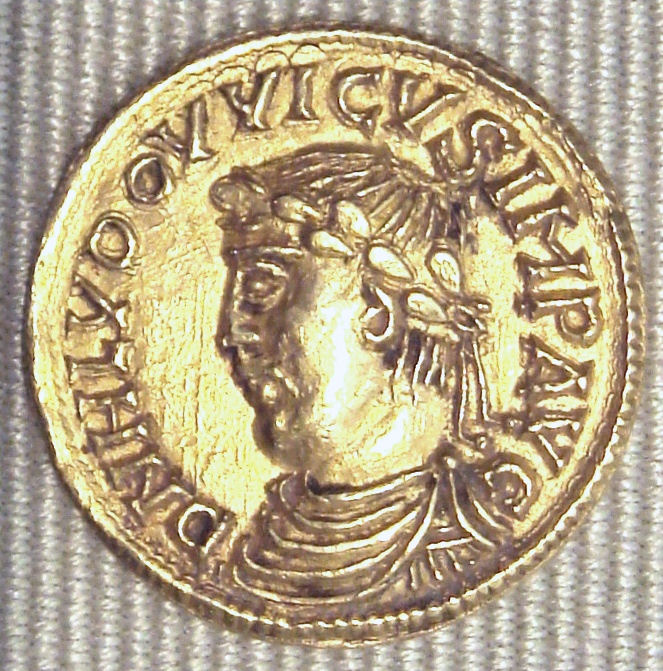
Louis le Pieux recevant une ambassade d'Al-Ma’mūn, fils d'Hâroun ar-Rachîd, en 831.

Ces ambassades semblent aussi avoir eu pour objectif de promouvoir le commerce entre les deux royaumes.
Après 814 et l'avènement de Louis le Pieux au trône, des dissensions internes ont empêché les Carolingiens de s'aventurer plus profondément en Espagne.
Presque un siècle plus tard, Berthe, fille de Lothaire II et mère de plusieurs rois italiens du Xe siècle, aurait envoyé une ambassade au calife abbasside Al-Muktafi, demandant l'amitié et une alliance matrimoniale.